# The Very Best of The Jam
The Very Best of The Jam — живий альбом англійської групи The Jam, який був випущений у 1997 році.

## Композиції
1. In the City — 2:19
2. All Around the World — 2:22
3. The Modern World — 2:31
4. News of the World — 3:27
5. David Watts — 2:55
6. 'A' Bomb in Wardour Street — 2:32
7. Down in the Tube Station at Midnight — 4:00
8. Strange Town — 3:47
9. When You're Young — 3:12
10. The Eton Rifles — 3:27
11. Going Underground — 2:54
12. Dreams of Children — 3:06
13. Start! — 2:16
14. That's Entertainment — 3:32
15. Funeral Pyre — 3:28
16. Absolute Beginners — 2:49
17. Town Called Malice — 2:53
18. Precious — 3:32
19. Just Who Is the 5 O'Clock Hero? — 2:13
20. The Bitterest Pill (I Ever Had to Swallow) — 3:33
21. Beat Surrender — 3:27

## Учасники запису
- Пол Веллер — вокал, гітара, клавішні
- Брюс Фокстон — бас
- Рік Баклер — ударні